# Maria Amèlia de Borbó-Dues Sicílies
Maria Amèlia de Borbó-Dues Sicílies (Caserta, Regne de Nàpols, 1782 - Stowe House, Regne Unit de la Gran Bretanya i Irlanda, 1866) fou princesa de les Dues Sicílies amb el tractament d'altesa reial que es convertí en duquessa d'Orleans i després reina de França en casar-se amb el rei Lluís Felip I de França.
Nascuda al Palau Reial de Caserta, seu de la Cort napolitana, el dia 26 d'abril de l'any 1782 essent filla del rei Ferran I de les Dues Sicílies i de l'arxiduquessa Maria Carolina d'Àustria. La princesa era neta per via paterna del rei Carles III d'Espanya i de la princesa Maria Amàlia de Saxònia i per via materna de l'arxiduquessa Maria Teresa I d'Àustria i de l'emperador Francesc I del Sacre Imperi Romanogermànic.
La princesa rebé una esmerçada educació al mateix Palau Reial de Caserta, de qualitats bondadosa i religiosa rebé el sobrenom familiar de "La Santa". L'any 1798 la família reial hagué d'abandonar a corre-cuita Nàpols i s'instal·là a Palerm a conseqüència de l'avenç imparable de les tropes napoleòniques. Durant el període palermità de la família reial, la princesa conegué al futur rei Lluís Felip I de França que vivia exiliat de França. El casament entre Maria Amèlia i Lluís Felip tingué lloc a Palerm l'any 1809.
Amb la caiguda de Napoléo I de França els Orleans retornaren a París on s'instal·laren al Palais Royal. Malgrat tot, l'experiència dels cent dies durant l'any 1815 feren tornar la família a l'exili, aquesta vegada anglès, establint-se en una casa al sud d'Anglaterra anomenada Orleans House. La princesa i els seus fills romangueren a Anglaterra fins a l'any 1817.
Durant l'any 1817 els Orleans s'instal·laren de nou a França i més concretament al poble parisenc de Neuilly-sur-Seine on segons la mateixa reina hi transcorregueren els dies més deliciosos per la família Orleans.
La princesa no prengué part en política. L'estricte educació rebuda a Nàpols basada en la religió, la tradició i l'absolutisme feren que moltes vegades xoques en opinions amb el seu espòs d'ideologia liberal i en conseqüència la princesa optà per ocupar un segon lloc en la vida pública intervenint en comptades ocasions. La seva vida se centrà en l'educació de la seva nombrosa família. Poques coses canviaren per Maria Amèlia l'any 1830 quan fou proclamada reina consort.
L'any 1848 la família Orleans hagueren de partir a un nou exili a Anglaterra instal·lant-se a Claremont on dugué una vida dedicada a les obres de caritat i a la religió al costat de la seva cunyada Eugènia d'Orleans. La reina morí l'any 1866 en el seu daurat exili anglès a Claremont, Surrey.

## Descendència
La parella tingué deu fills:
- SAR el príncep Ferran Felip d'Orleans nat el 1810 i mort el 1842. Es casà amb Helena de Mecklenburg-Schwerin.
- SAR la princesa Lluïsa d'Orleans nascuda el 1812 i morta el 1850 es casà amb el rei Leopold I de Bèlgica
- SAR la princesa Maria d'Orleans nascuda el 1813 i morta el 1839. Es casà amb el príncep Alexandre de Württemberg.
- SAR el príncep Lluís d'Orleans nat el 1814 i mort el 1896 es casà amb la princesa Victòria de Saxònia-Coburg Gotha.
- SAR la princesa Francesca d'Orleans nascuda el 1816 i morta el 1818.
- SAR la princesa Clementina d'Orleans nascuda el 1817 i morta el 1907. Es casà amb el príncep August de Saxònia-Coburg Gotha.
- SAR el príncep Francesc d'Orleans nat el 1818 i mort el1900 es casà amb la princesa imperial Francesca Carolina del Brasil.
- SAR el príncep Carles Ferran d'Orleans, convertit en duc de Penthieve nat el 1820 i mort el 1828.
- SAR el príncep Enric d'Orleans nat el 1822 i mort el 1897 es casà amb la princesa Maria Carolina de Borbó-Dues Sicílies.
- SAR el príncep Antoni d'Orleans nat el 1824 i mort el 1890. Es casà amb la infanta Lluïsa Ferranda d'Espanya.